# 歴史大戦ゲッテンカ はおうノブナガ伝
『歴史大戦ゲッテンカ はおうノブナガ伝』（れきしたいせんゲッテンカ はおうノブナガでん）は、コーヘーによる日本の漫画作品。『別冊コロコロコミック』（小学館）にて、2010年2月号から2011年4月号まで連載された。

## 概要
日本の戦国武将らを題材にしたセガのキッズゲーム『歴史大戦ゲッテンカ』を基にしたギャグ漫画。ゲームの絵とは違い、コーヘーらしいディフォルメで描かれている。

## あらすじ
毎回新しい武将キャラクターが登場し、主人公である覇王ノブナガと戦う。戦う際はかなりのギャグ要素が盛り込まれ、ダジャレ対決やゲッテンカ対決などがある。
基本的にノブナガのボケに対して家臣であるモンキー秀吉が突っ込む内容。

## 登場人物
覇王ノブナガ（はおうノブナガ）
本作の主人公。ヒゲが特徴的。
モンキー秀吉（モンキーひでよし）
ノブナガの家臣。ツッコミ担当。見た目はほぼ猿で、語尾は「だッキ」。